# Paraíso do Norte
Paraíso do Norte este un oraș în Paraná (PR), Brazilia.